# Cornelius Sjöcrona (1830–1899)
Cornelius Alexander Sjöcrona, född 15 juni 1830 på Skönabäck i Slimminge socken, Malmöhus län, död 17 mars 1899 i Villa Gimle i Djursholm i Danderyds församling, Stockholms län, var en svensk militär. Han var far till Anders Sjöcrona.
Cornelius Sjöcrona var son till kanslisten Anders Ulric Sjöcrona och Emilia Laurentia af Klinteberg. Han blev volontär vid Kronprinsens husarregemente 1848, sergeant samma år, avlade studentexamen 1849, blev underlöjtnant 1850, löjtnant 1855, ryttmästare 1867, major 1874, överstelöjtnant 1876 och deltog i krigsbefälets sammanträde i Stockholm 1883. Sjöcrona var överste och chef för Kronprinsens husarregemente 1883–1891. Han blev ledamot av riddarhusdirektionen 1893. Sjöcrona blev 1872 riddare, 1889 kommendör av andra klass och 1891 kommendör av första klass av Svärdsorden samt 1885 riddare av Röda örns ordens andra klass.